# Ein sof
Ein sof (del hebreo אין סוף, lit. Infinito), en el contexto del misticismo judío, es el Todo Supremo que menciona la cábala, aquello que se puede llamar Dios en su aspecto más elevado y absoluto, no siendo, en el sentido estricto de la palabra un «ser», ya que, siendo autocontenido y autosuficiente, no puede ser limitado por la propia existencia, que limita a todos los seres (monismo).

## Descripción
De ein sof emanan las sefirot para formar el árbol de la vida, que es una representación abstracta de la naturaleza divina. Ein sof es el «no ser», un principio que permanece no manifestado y es incomprensible a la inteligencia humana.
Hace alusión directa a un dios «increado», el cual está más allá de la creación, siendo ajeno a esta, por lo que la creación, perteneciendo a una dimensión creada ex nihilo no puede comprenderlo.
En algunas doctrinas y sociedades secretas, es llamado «el incognoscible».
Dentro de otras tradiciones, sería equivalente o similar al concepto de Nirguna Brahman en el hinduismo; o el pléroma en el gnosticismo.